# Rasm Elabed
Rasm Elabed (tiếng Ả Rập: رسم العبد) là một ngôi làng Syria nằm ở phó huyện Uqayribat thuộc huyện Salamiyah, Hama. Theo Cục Thống kê Trung ương Syria (CBS), Rasm Elabed có dân số 404 trong cuộc điều tra dân số năm 2004.